# União Brasileira pró Interlíngua
A União Brasileira pró Interlíngua (UBI) é a organização internacional para Interlíngua no Brasil. A UBI, fundada na primeira Conferência de Interlíngua em 1990, ensina e promove a Interlíngua nos países Sul Americanos. A UBI arranja conferências anuais no Brasil e mantém uma representação em alguns Estados Brasileiros.
Internovas, o boletim oficial da UBI, também foi fundado em 1990. Originalmente impresso, atualmente é enviado por e-mail a cada três meses para membros do UBI. Internovas, escrito em Português e Interlíngua, apresenta noticias, cultura, e literatura, junto com artigos sobre a América do Sul e das atividades da Interlíngua nesses países. A UBI oferece um catálogo de suas próprias publicações, entre eles dicionários de Interlíngua-Português e Português-Interlíngua, cursos elementais e avançados do idioma, e uma história da Interlíngua.
- Este artigo foi inicialmente traduzido, total ou parcialmente, do artigo da Wikipédia em inglês cujo título é «Brazilian Union for Interlingua».